# 日本ベトナム友好協会
日本ベトナム友好協会（にほんベトナムゆうこうきょうかい、越: Hội hữu nghị Việt Nhật）は、東京都豊島区南大塚二丁目に所在し、ベトナムとの友好を目的とする民間団体。

## 概要
1955年3月19日、第一次インドシナ戦争でベトミンに参加した日本軍兵士（残留日本兵）を中心に結成された。発足から1975年までの間は、当時のベトナム民主共和国（北ベトナム）との間の友好団体であった。
日本各地の地方都市に支部（一部は「連合会」名）が存在する。2018年現在の協会会長は東京大学名誉教授でベトナム現代史学者の古田元夫、理事長には通訳で元ベトナム反戦運動活動家本吉良吉が就任。
2015年から、神奈川県・横浜市・駐日ベトナム社会主義共和国大使館等主催の「ベトナムフェスタin神奈川」を後援している。

## 人物
- 杉原剛 - 旧日本軍兵士、日本ベトナム友好協会顧問[8]
- 藤田誠一 - 2015年時兵庫県連合会会長（神戸大学教授）
- 木谷八士 - 2001年時東京都連合会会長。著書に『サイゴンは解放された―「赤旗」特派員レポート』 (1975年)『ハノイの灯は消えず―「赤旗」特派員の見たベトナム戦争』 (1974年) (新日本新書)
- 下山田虎之介 - 茨城県農民運動から転じて反米反ベトナム戦争運動 茨城連合会名誉会長
- 谷本謙一 - 中村梧郎「戦場の枯葉剤」写真展の会代表
- 柳洋二 - 副理事長 ベトナムダイオキシンデー実行委員会
- 古田元夫 - 協会会長、東京大学名誉教授でベトナム現代史学者 2016年に日越大学学長就任
- 本吉良吉 - 理事長、通訳、元ベトナム反戦運動活動家

## 交通アクセス
- 東京メトロ丸ノ内線新大塚駅